# Austin Makacha
Austin Makacha, né le 29 mai 1984 à Nairobi, est un footballeur kényan, jouant actuellement dans le club kényan du Mathare United depuis 2010.

## Biographie
En tant que milieu, Austin Makacha est international kényan depuis 2007. Il inscrit un but dans les éliminatoires de la Coupe du monde 2010, contre la Namibie, lors du second tour.
Formé à Mathare United, il commence sa carrière au AFC Leopards, avec qui il remporte la Coupe du Kenya en 2001. Puis il s'exile au Costa Rica, dans le club de CS Herediano, mais il ne remporte rien. Il revient au pays à Kangemi United, sans rien remporter puis Mathare United. Il remporte le championnat du Kenya en 2008 et termine meilleur milieu du championnat kényan.
En avril 2009, il signe dans le club de deuxième division suédoise, IK Sirius. 

## Clubs
- 2000-2002 :  AFC Leopards
- 2002-2003 :  CS Herediano
- 2003-2005 :  Kangemi United
- 2005-2009 :  Mathare United
- 2009 :  IK Sirius
- depuis 2010 :  Mathare United

## Palmarès
- Coupe du Kenya de football

- - Vainqueur en 2001
- Championnat du Kenya de football
  - Champion en 2008